# Ольшево-Борки (гміна)
Гміна Ольшево-Боркі (пол. Gmina Olszewo-Borki) — сільська гміна у центральній Польщі. Належить до Остроленцького повіту Мазовецького воєводства.
Станом на 31 грудня 2011 у гміні проживало 10098 осіб.

## Площа
Згідно з даними за 2007 рік площа гміни становила 195.75 км², у тому числі:
- орні землі: 50.00%
- ліси: 43.00%

Таким чином, площа гміни становить 9.32% площі повіту.

## Населення
Станом на 31 грудня 2011:
| Опис     | Загалом | Загалом | Чоловіки | Чоловіки | Жінки | Жінки |
| -------- | ------- | ------- | -------- | -------- | ----- | ----- |
| одиниця  | осіб    | %       | осіб     | %        | осіб  | %     |
| все      | 10098   | 100     | 5097     | 50.48    | 5001  | 49.52 |
| міське   | 0       | 100     | 0        |          | 0     |       |
| сільське | 10098   | 100     | 5097     | 50.48    | 5001  | 49.52 |

## Сусідні гміни
Гміна Ольшево-Боркі межує з такими гмінами: Бараново, Жекунь, Красносельц, Леліс, Млинаже, Сипнево.